# Phare de Ville-ès-Martin
Le phare de Ville-ès-Martin est situé sur la commune de Saint-Nazaire, sur le chenal de Bonne-Anse. Il a été mis en service en 1865.

## Historique
Le phare de Villès-Martin est construit le premier février 1865. Il s'agit d'une tour en maçonnerie de pierres de taille.

Le 30 avril 1896, le feu est automatisé par l'installation d'un dispositif imaginé par la firme Barbier, Bénard et Turenne pour actionner l'appareil de rotation de l'optique, alimenté par une batterie de piles. Il devient ainsi le premier feu automatique à éclats installé en France.

Le feu est provisoirement électrifié en 1941 puis éteint jusqu'au 5 août 1945.

Le 18 avril 1946 il est définitivement électrifié.

## Phare actuel
Le feu du phare de Ville-ès-Martin émet 2 éclats blancs toutes les 6 secondes.

Il est accessible depuis la plage de Villès-Martin, seulement à marée basse.